# Casio
Casio är ett japanskt elektronikföretag grundat 1946. Casio är mest kända för sina miniräknare, kassamaskiner, musik- och ljudprodukter, handdatorer, kameror och klockor. 1957 släppte Casio sin första helt elektroniska miniräknare.
Ett exempel på en miniräknare som Casio gjort är Casio CFX 9500. Denna grafritande miniräknare är vanlig på gymnasiets barn-och-fritidsprogram och även vid vidare utbildningar. Denna miniräknare har även en version med tilläggsnamnet "plus" som har dubbelt så mycket minne (64 kB) och färgskärm med tre färger (orange, blå och grön).

## Galleri

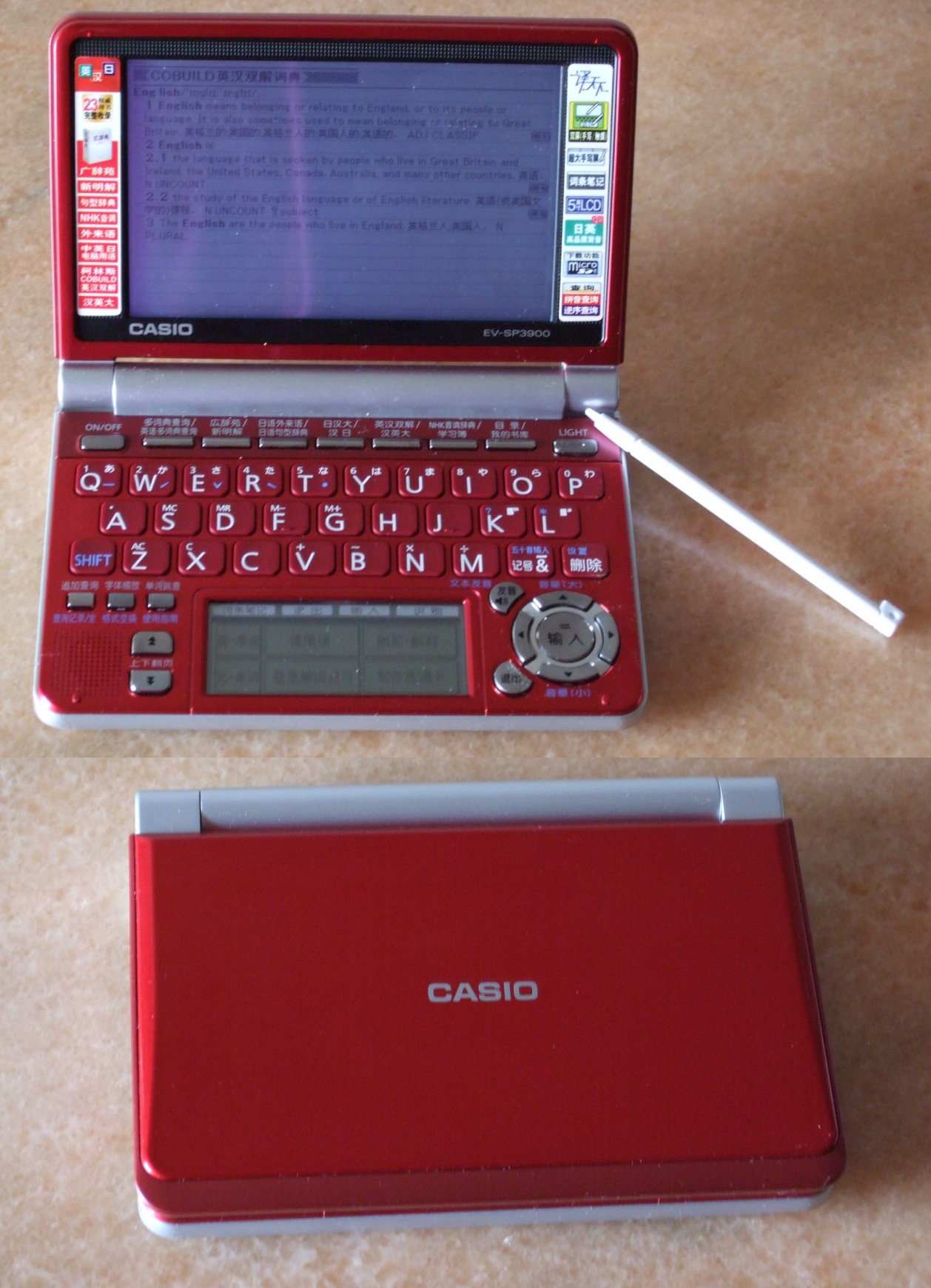
Casio EV-SP3900 Elektronisk ordbok
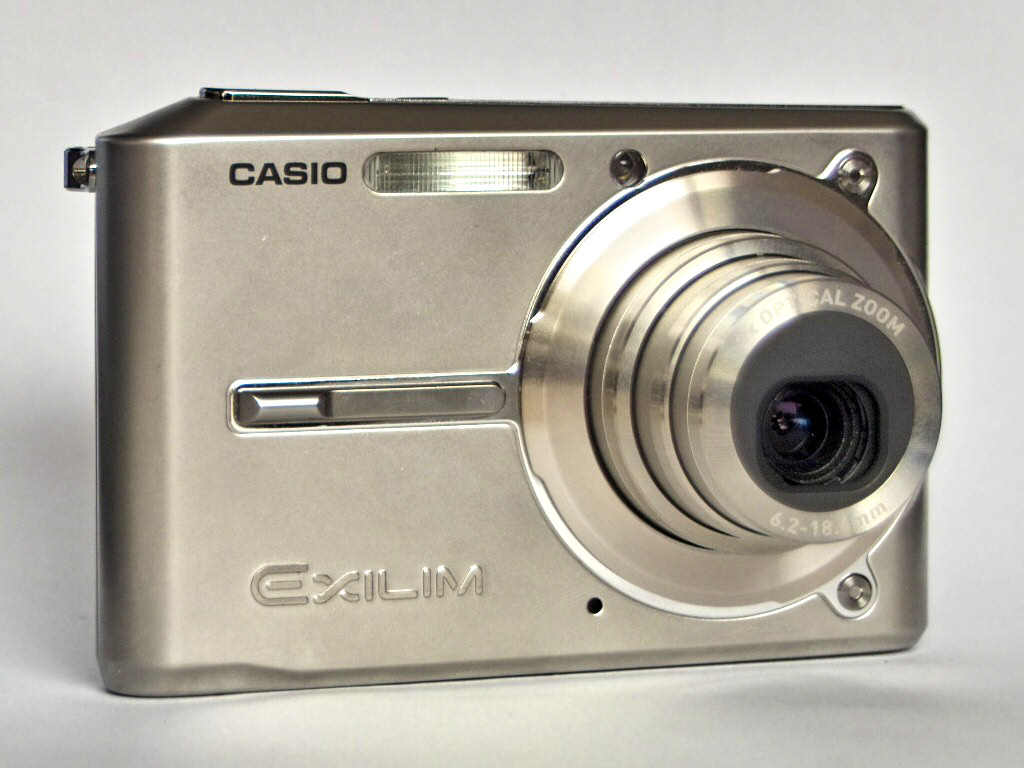
Exilim EX-S600 Digitalkamera
Au W31CA Mobiltelefon
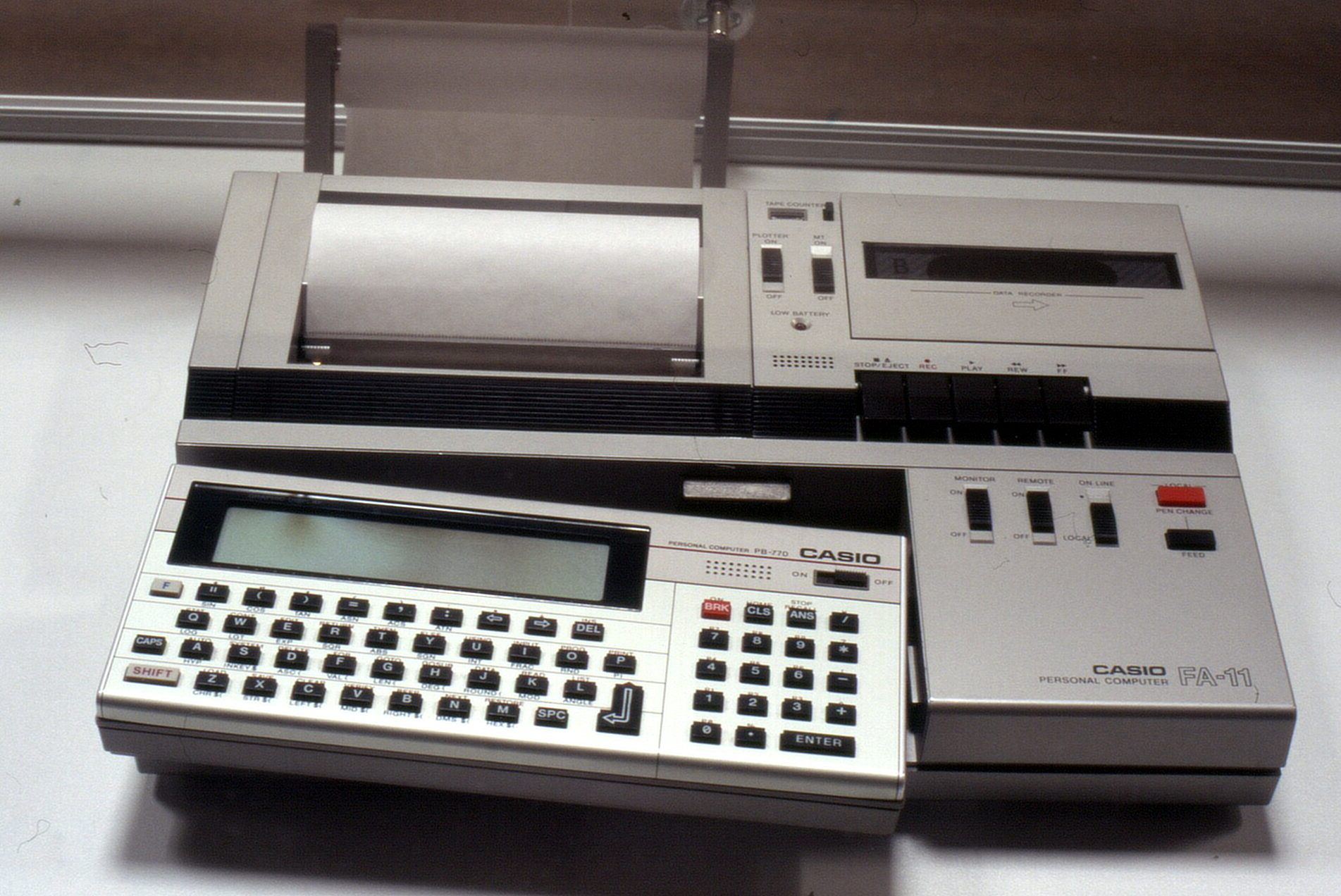
PB-770 fickdator, med FA-11 expansionsdocka
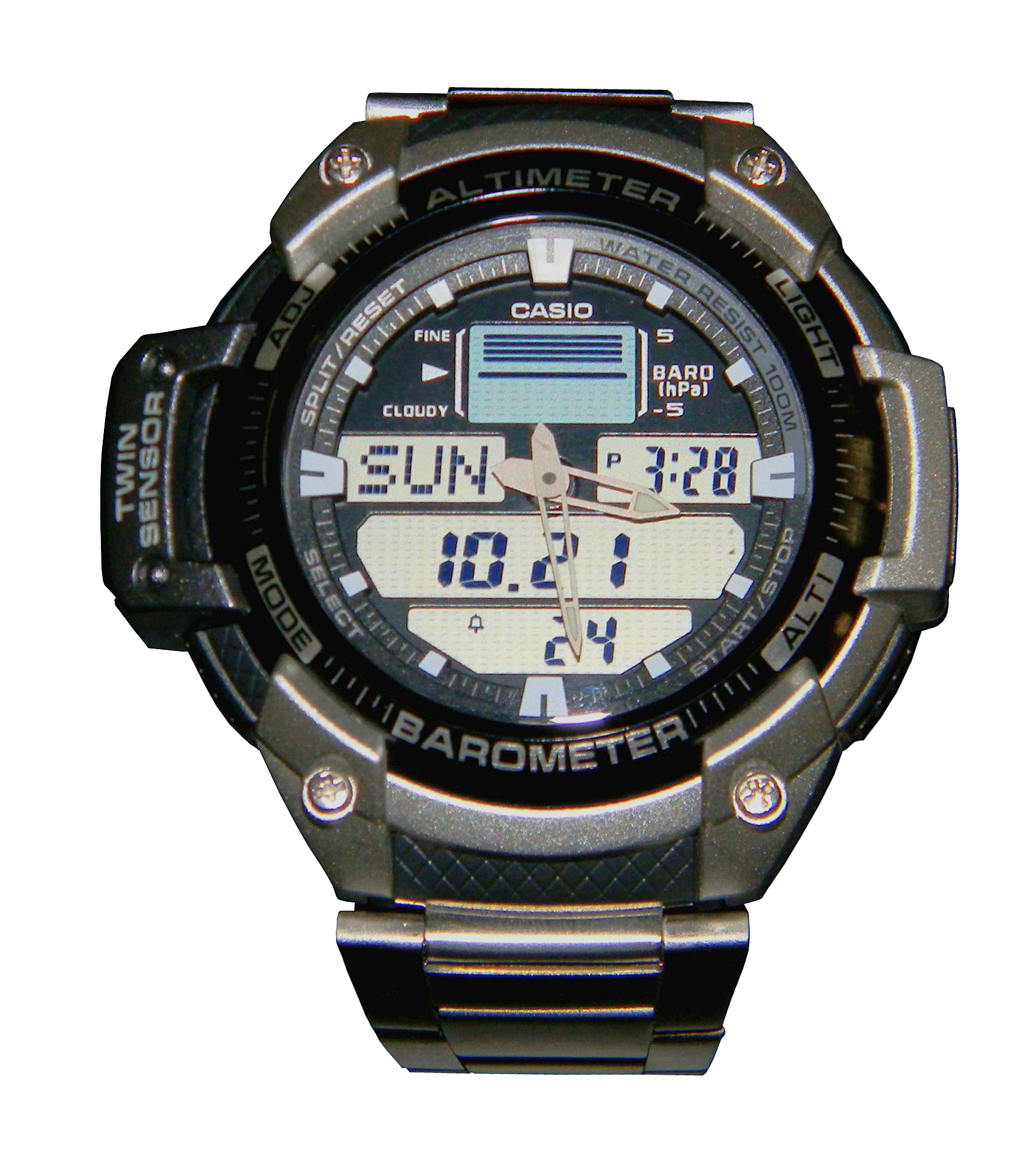
Casio Sport OutGear SGW-400HD-1BV
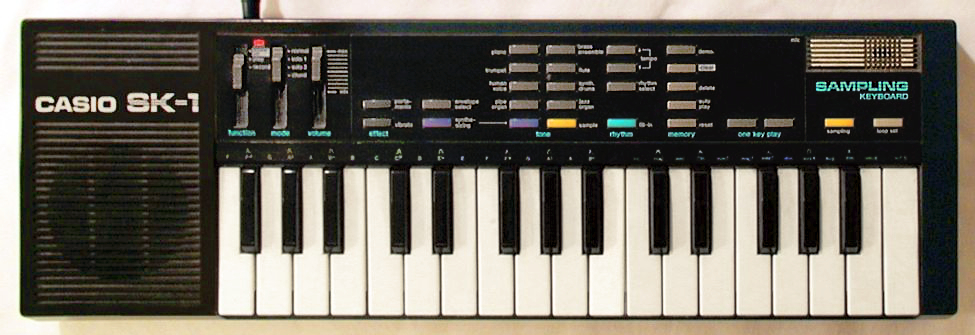
Sampletone SK-1
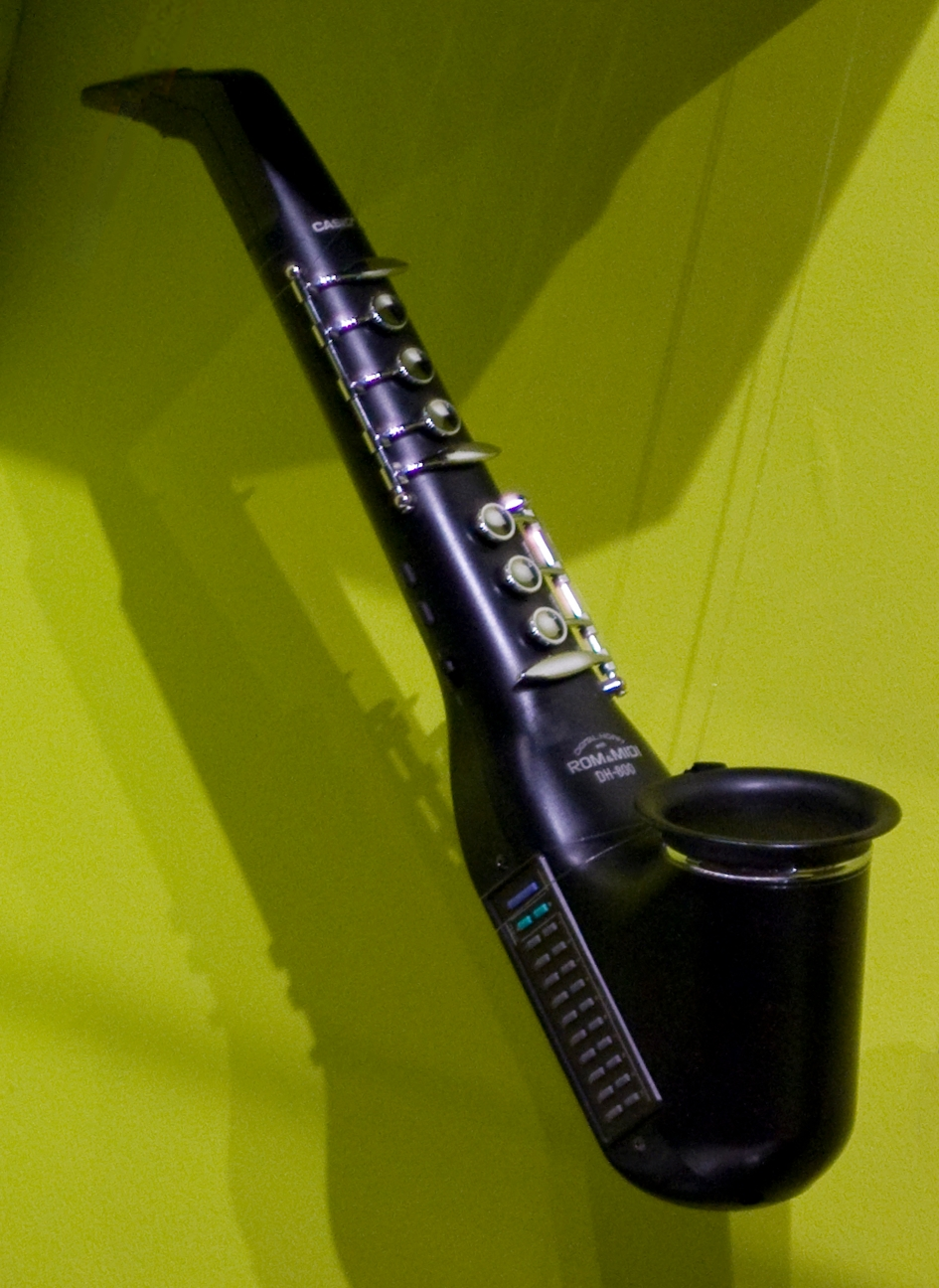
DH-800 Digital Horn
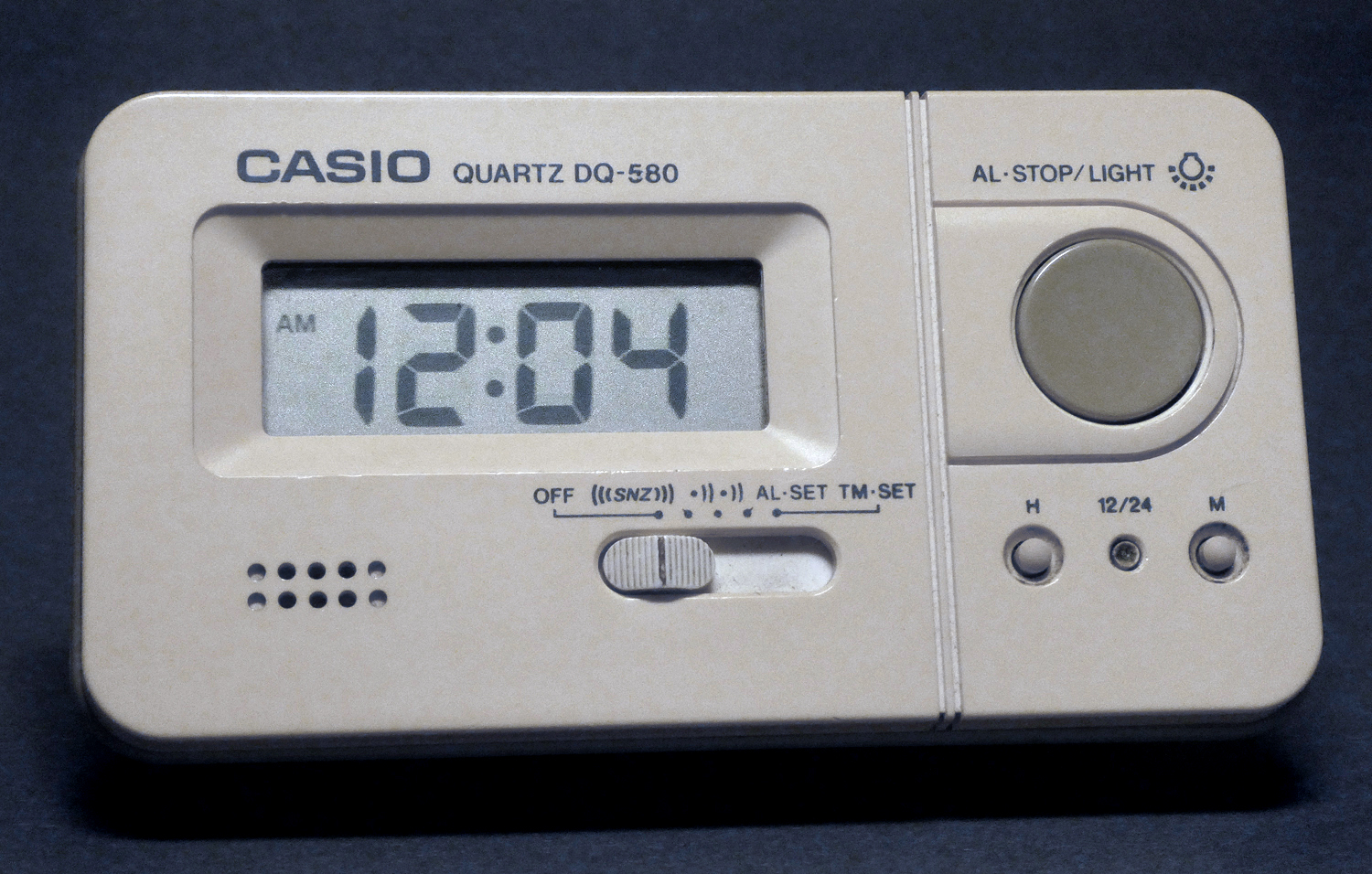
Casio Quartz DQ-580 väckarklocka från 1984.